# Teófilo Stevenson

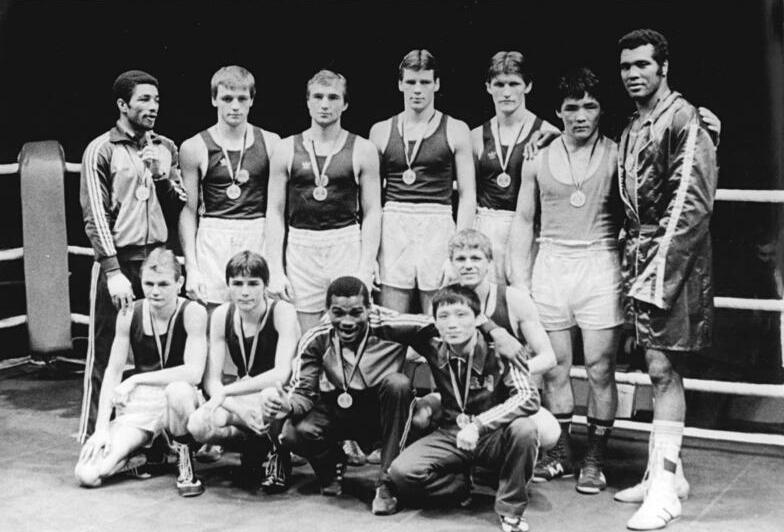
Stevenson (rechts außen) als Pokalsieger 1984 bei einem Boxturnier in Halle/Saale

Teófilo Francisco Stevenson Lawrence (* 29. März 1952 in Puerto Padre, Las Tunas; † 11. Juni 2012 in Havanna) war ein kubanischer Amateurboxer und dreifacher Olympiasieger und Weltmeister.

## Karriere
Teófilo Stevenson begann seine Boxkarriere 1966 vierzehnjährig im Halbmittelgewicht mit einer Niederlage. Von seinen ersten zwanzig Kämpfen verlor er vierzehn. Zu seinen Entdeckern und maßgeblichen Förderern wurden der deutsche Boxtrainer Kurt Rosentritt und der Russe Andrej Tscherwonenko gezählt, die in den 1960er Jahren in der Spitzenförderung des kubanischen Boxsports aktiv waren. Aufgestiegen in die Schwergewichtsklasse, wurde er 1968 kubanischer Juniorenmeister. Ein Jahr später erreichte er bei der kubanischen Landesmeisterschaft bereits das Finale, unterlag aber. Zwischen 1972 und 1986 wurde Stevenson schließlich elf Mal Kubanischer Meister. Der erste internationale Erfolg gelang ihm mit dem Sieg bei der Zentralamerikanischen und Karibischen Meisterschaft in Havanna im September 1970; einen Titel, den er in seiner Laufbahn sieben Mal erreichte.

### Olympische Spiele
1972 nahm Stevenson an den Olympischen Spielen in München teil. Im Halbfinale schlug er Peter Hussing und wurde, nachdem sein Finalgegner Ion Alexe verletzungsbedingt nicht hatte antreten können, erstmals Olympiasieger. Für seine überzeugende Leistung wurde er außerdem als erster kubanischer Boxer mit dem Val-Barker-Pokal ausgezeichnet. Bei den Spielen 1976 in Montreal und bei Olympia 1980 in Moskau verteidigte er jeweils seinen Titel und wurde damit der zweite Boxer nach László Papp, der drei aufeinanderfolgende olympische Goldmedaillen gewinnen konnte. Diese Leistung gelang seitdem nur noch dem Kubaner Félix Savón. Die Chance auf einen vierten Olympiasieg blieb Stevenson aufgrund des kubanischen Boykotts der Spiele in Los Angeles 1984 verwehrt.

### Weltmeisterschaften
Stevenson wurde drei Mal AIBA-Weltmeister. Erstmals gewann er den Titel 1974 bei der ersten Box-WM der Amateure in Havanna, dabei schlug er im Viertelfinale erneut Peter Hussing. Bei der WM 1978 in Belgrad konnte er seinen Titel verteidigen und setzte sich dabei u. a. gegen Tony Tubbs durch. Nach der Einführung des Superschwergewichts trat er ab 1981 in dieser Gewichtsklasse an. 1986 gelang ihm in Reno der Titelgewinn im Superschwergewicht.

### Sonstiges
Stevensons gleichnamiger Vater war in den 1920er Jahren aus St. Vincent nach Kuba eingewandert, seine Mutter, Dolores Lawrence, war Kubanerin, deren Eltern von der Karibikinsel St. Kitts stammten.
Zu den wenigen Boxern, denen es gelang, Stevenson zu besiegen, gehörten mit Bernd Anders und Ulli Kaden zwei Deutsche: Anders (TSC Berlin) bezwang Stevenson im Oktober 1970 im Schwergewichts-Finale des Giraldo-Córdova-Cardín-Turniers in Havanna, Kaden (SG Wismut Gera) erreichte gegen Stevenson in den 1980er Jahren drei Siege bei sechs Niederlagen.
Es gab in den 1970er Jahren, ähnlich wie später bei Félix Savón, Angebote an Stevenson, gegen die Profiweltmeister Joe Frazier und Muhammad Ali anzutreten. Stevenson war dem Vergleich mit Ali nicht abgeneigt, wollte aber keinesfalls seinen Amateurstatus verlieren und gegen das 1962 von Revolutionsführer Fidel Castro verfügte Verbot jeglichen Profisports verstoßen. Trotz mehrerer ernsthafter Anläufe kam dieser Kampf schließlich nicht zustande.
Als Stevenson auf dem Weg zu seinem ersten Gold 1972 in München den ersten Gegner in 30 Sekunden besiegte und 1976 in Montreal und 1980 in Moskau seine Goldmedaille erfolgreich verteidigen konnte, wollten ihn mehrere Boxpromoter mit steigenden Millionensummen ins Profilager locken, aber er weigerte sich. Damals tat er den oft zitierten Ausspruch: „Was ist eine Million Dollar gegen acht Millionen Kubaner, die mich lieben?“
Nach seiner Karriere blieb er dem Boxsport verbunden und arbeitete als Trainer im Nachwuchsbereich. Zuletzt war er als Funktionär im kubanischen Boxverband aktiv und dessen Vizepräsident.
Bei einem USA-Aufenthalt im Oktober 1999 fügte Stevenson am Flughafen von Miami einem Angestellten der Fluglinie United Airlines durch einen Kopfstoß Verletzungen an Schneidezähnen und Mund zu, nachdem er sich durch abfällige Bemerkungen über Fidel Castro provoziert gefühlt habe, wie er später angab. Gegen seinen aktiven Widerstand wurde er von mehreren Polizisten festgenommen und kam erst gegen Hinterlegung einer Kaution von 12.500 US-Dollar vorläufig auf freien Fuß. Er entging einem Gerichtsverfahren, indem er sich unerlaubt nach Kuba absetzte.
Wegen Herzproblemen durch Blutgerinnsel befand sich Teófilo Stevenson im Alter in ärztlicher Behandlung. Unerwartet erlag er am 11. Juni 2012 einem Herzinfarkt infolge einer akuten Ischämie.
Muhammad Ali würdigte Stevenson mit folgenden Worten: „Obwohl er nie professionell gekämpft hat, garantiert der Umstand, drei Goldmedaillen bei drei verschiedenen Olympischen Spielen gewonnen zu haben, dass er ein hervorragender Gegner für jeden amtierenden Champion des Schwergewichts oder jeden Herausforderer in dessen Bestform gewesen wäre. Ich werde mich immer an das Treffen mit dem großen Teófilo in seiner Heimat Kuba erinnern. Er war einer der Großen dieser Welt, und war gleichzeitig ein warmherziger Mann, den man umarmen konnte.“
Fidel Castro befand: „Kein anderer Amateurboxer in der Geschichte dieses Sports hat sich so sehr ausgezeichnet wie er. Er hätte zwei weitere olympische Titel erreichen können, wenn dies nicht aufgrund von Pflichten verhindert worden wäre, die die internationalistischen Prinzipien der Revolution auferlegten. Kein Geld der Welt hätte Stevenson bestechen können.“
Stevenson hinterließ eine Ehefrau und zwei Kinder. Er wurde auf dem Friedhof Cementerio Cristóbal Colón in Havanna beigesetzt.

## Erfolge
Bilanz: 302 Siege – 22 Niederlagen
- Kubanischer Juniorenmeister: 1968
- Kubanischer Meister: 1972–1974, 1976, 1978–1982, 1984, 1986
- Gewinner des Turniers „Giraldo Córdova Cardín“: 1971, 1972, 1974–1979, 1982
- Gewinner des Chemiepokals: 1972, 1979, 1984
- Zentralamerikanischer und Karibischer Meister: 1970–1974, 1977, 1982
- Gewinner der Zentralamerikanischen und Karibischen Spiele: 1974, 1982
- Gewinner der Panamerikanischen Spiele: 1975, 1979
- Weltmeister: 1974, 1978, 1986
- Olympiasieger: 1972, 1976, 1980